# Ayida-Wedo

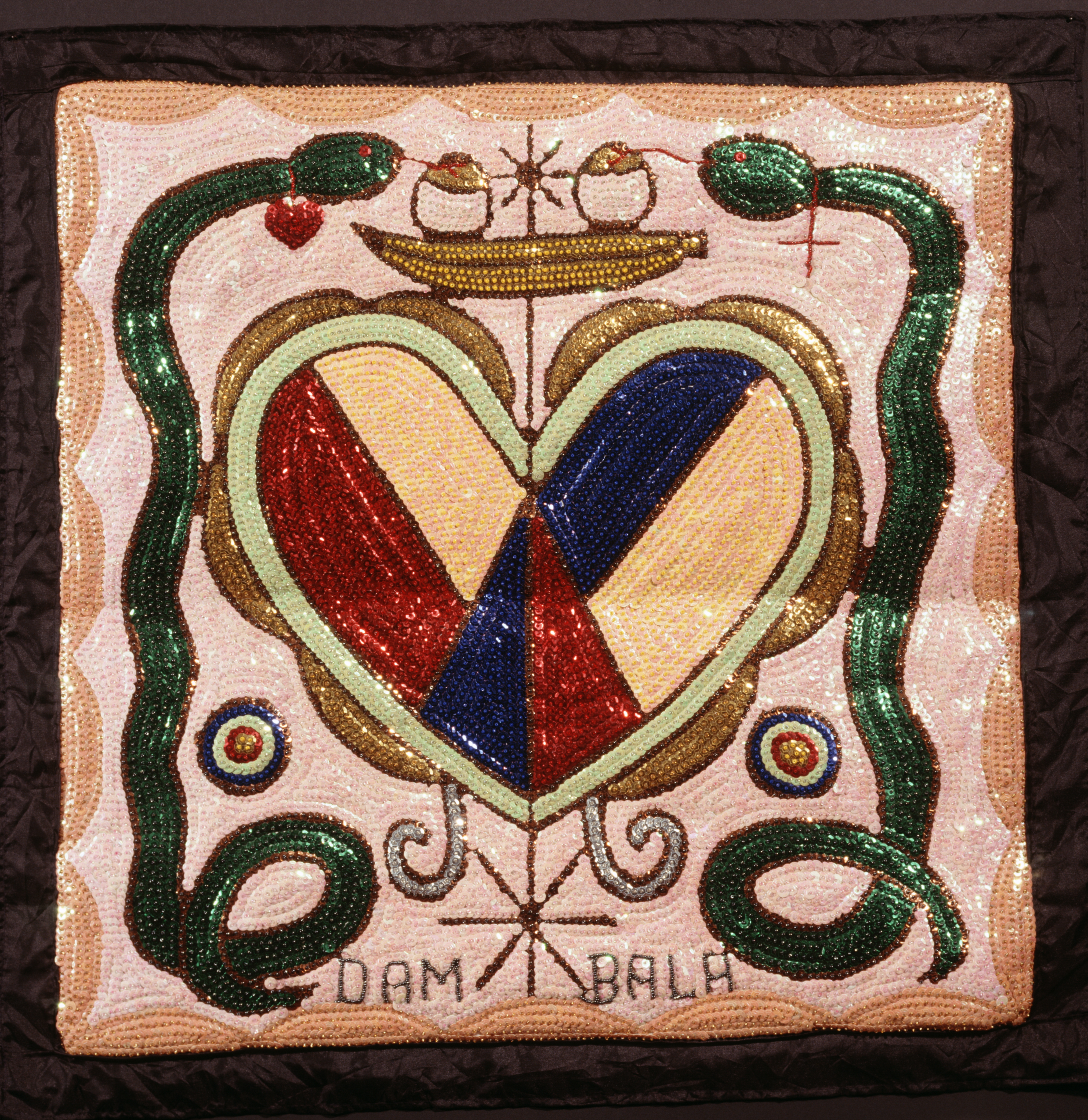
Colección Museo Nacional de las Culturas del Mundo AM-670-9 Dambala Haiti.

Ayida-Wedo es un loa de la fertilidad, viento, agua, fuego, arcoíris y las serpientes del vudú haitiano y beninés. Se la conoce como la "serpiente arcoíris"
Esposa de Damballa, representa la riqueza, la fortuna y el bienestar. Comparte a Damballa con su concubina, Erzuli Freda. Sus colores ceremoniales son el blanco y el azul. Pertenece a la familia rada de loas, y es un espíritu de raíz. Al igual que su cónyuge, vive cerca de ríos y manantiales, y tiene preferencia por los árboles de todo tipo, por el algodón y la seda. Como él, imita los movimientos de la serpiente, su símbolo es precisamente este animal de color arcoíris. En la religión católica corresponde a la Inmaculada Concepción.